# Morpho aurora
Espèce
Morpho aurora est une espèce d'insectes lépidoptères (papillons) qui appartient à la famille des Nymphalidés, sous-famille des Morphinae, à la tribu des Morphini et au genre Morpho.

## Dénomination
Morpho aurora a été décrit par John Obadiah Westwood en 1851.

### Nom vernaculaire
Morpho aurora se nomme Aurora Morpho en anglais.

### Sous-espèces
Ce lépidoptère est représenté par 2 sous-espèces :
- Morpho aurora aurora; présent en Bolivie et au Pérou ;
- Morpho aurora aureola; présent au Pérou Fruhstorfer, 1913[1].

## Description
Morpho aurora est un grand papillon d'une envergure qui varie de 90 mm à 110 mm au corps noir. Le dessus des ailes est bleu métallisé avec des reflets fluorescents, avec le bord externe et l'apex des ailes antérieures souligné de gris foncé.
Le revers est marbré de beige et orné d'une ligne d'ocelles beige foncé.

## Écologie et distribution
Morpho aurora est présent en Bolivie et au Pérou.

### Protection
Pas de statut de protection particulier.

### Liens taxonomiques
- (en) Tree of Life Web Project : Morpho aurora
- (en) Catalogue of Life : Morpho aurora Westwood, 1851 (consulté le 13 avril 2025)